# Voorlopig Bewind (België)

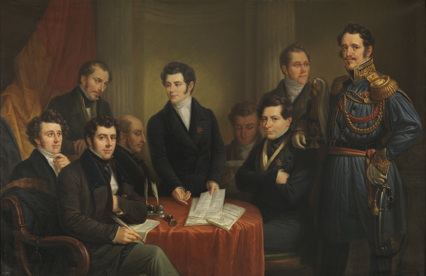
De leden van het Voorlopig Bewind van links naar rechts: Gendebien, Jolly, Rogier, De Potter, Van de Weyer, de Coppin, de Mérode, Van der Linden, van der Linden d'Hooghvorst.

Het Voorlopig Bewind of volgens de toenmalige terminologie de Tijdelijke Regering (Frans: Gouvernement Provisoire) was het orgaan dat tijdens de Belgische Revolutie van 1830 het gezag overnam.

## Geschiedenis
Het kwam tot stand op 24 september tijdens de bloedige Septemberdagen op initiatief van de club Réunion centrale. De Commission administrative, zoals ze aanvankelijk heette, verklaarde het vacante gezag in Brussel op zich te nemen. De afkondiging van het voltallige Voorlopig Bewind vond plaats op 26 september.
Het orgaan stimuleerde de opstand in de andere steden en dorpen. Binnen het Voorlopig Bewind werd op 28 september een Centrale Afdeling (Comité central) opgericht. Daags nadien decreteerde het Voorlopig Bewind dat het de macht van de koning overnam en op 4 oktober riep het de onafhankelijkheid uit van de provincies van België, die met geweld zijn afgescheurd. Naast het Centraal Comité waren er ook comités voor oorlog, binnenlandse zaken, financiën, justitie, publieke veiligheid en diplomatie.
Het Voorlopig Bewind begon met benoemingen in het gerecht en de administratie, het stelde de Algemeene Maatschappij, voortaan Sociéte Générale genoemd, aan als staatsbank, organiseerde verkiezingen en bleef verder optreden als uitvoerende macht van het Nationaal Congres dat op 10 november 1830 werd geïnstalleerd, met als voornaamste opdracht om een grondwet op te maken (constituante). Na de verkiezing van een regent als staatshoofd - in afwachting van een definitieve keuze - , namelijk Surlet de Chokier, de eerste voorzitter van het Nationaal Congres, werd het Voorlopig Bewind ontbonden op 25 februari 1831.

## Samenstelling
| Naam | Naam                                             | Functie en bevoegdheden          | Termijn                              |
| ---- | ------------------------------------------------ | -------------------------------- | ------------------------------------ |
|      | José de Coppin (1800-1887)                       | Secretaris                       | 24 september 1830 - 25 februari 1831 |
|      | André-Edouard Jolly (1799-1883)                  | Voorzitter van het oorlogscomité | 24 september 1830 - 25 februari 1831 |
|      | Joseph Van der Linden (1798-1877)                | Secretaris                       | 24 september 1830 - 25 februari 1831 |
|      | Joseph Nicolay (1798-1842)                       | Lid van het centraal comité      | 25 september 1830 - 10 oktober 1830  |
|      | Charles Rogier (1800-1885)                       | Lid van het centraal comité      | 25 september 1830 - 25 februari 1831 |
|      | Sylvain Van de Weyer (1802-1874)                 | Lid van het centraal comité      | 26 september 1830 - 25 februari 1831 |
|      | Emmanuel van der Linden d'Hooghvorst (1781-1866) | Lid van het centraal comité      | 26 september 1830 - 12 november 1830 |
|      | Félix de Mérode (1791-1857)                      | Lid van het centraal comité      | 26 september 1830 - 25 februari 1831 |
|      | Alexandre Gendebien (1789-1869)                  | Lid van het centraal comité      | 26 september 1830 - 25 februari 1831 |
|      | Louis de Potter (1786-1859)                      | Lid van het centraal comité      | 28 september 1830 - 13 november 1830 |